# Bruno Louis Schaefer

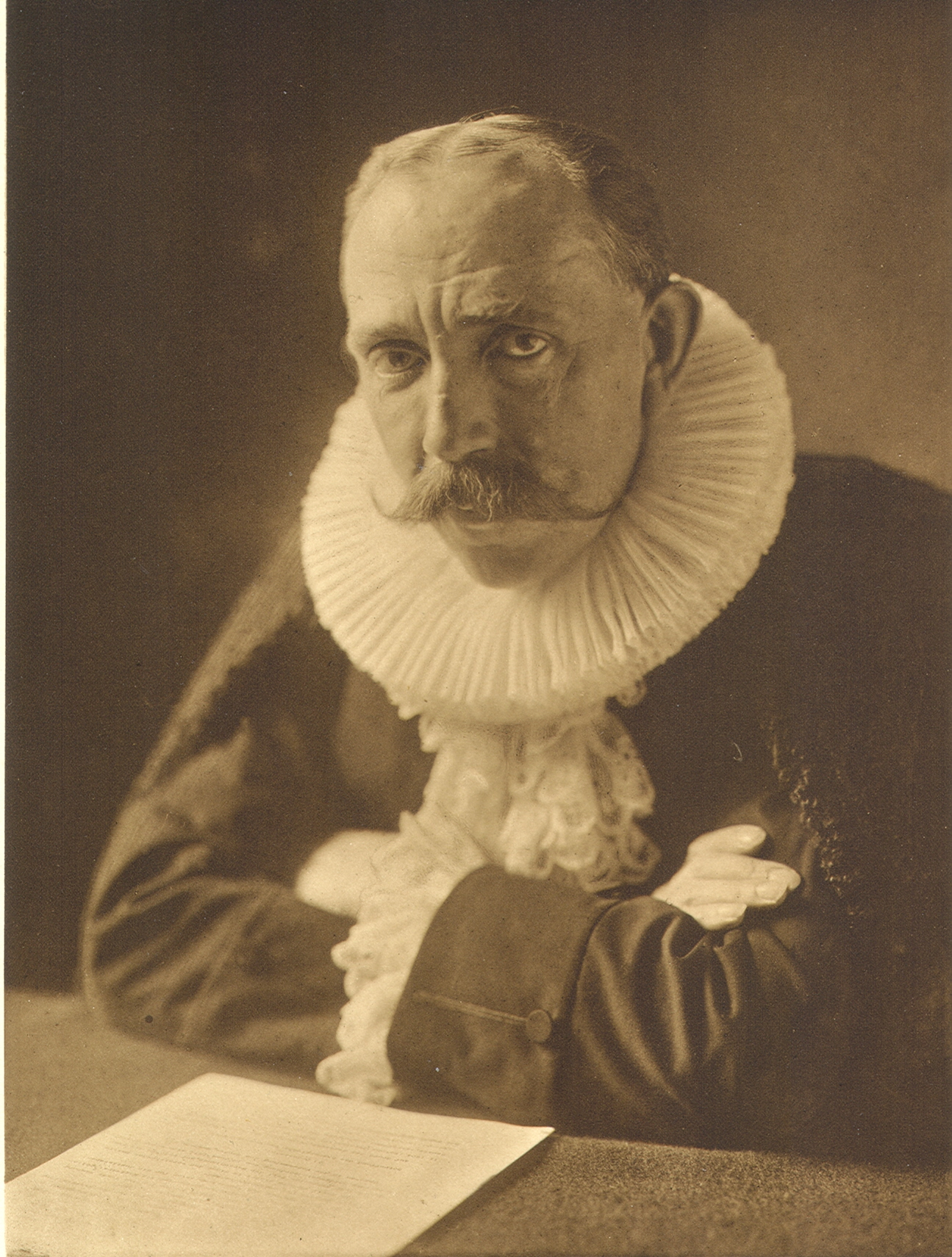
Bruno Schäfer 1905

Bruno Louis (Ludwig) Schaefer (* 25. Mai 1860 in Celle; † 24. November 1945 in Hamburg) war ein deutscher Jurist und Politiker. Er war Senator der Freien und Hansestadt Hamburg sowie erster Präsident des Landesfinanzamts Unterelbe.

## Beruflicher Werdegang
Schaefer absolvierte ein rechtswissenschaftliches Studium in Heidelberg, Berlin und Kiel, das er 1886 mit dem Prädikat „gut“ abschloss. In Heidelberg war er Mitglied des Corps Vandalia. Bereits 1881 promovierte Schaefer an der Universität Jena im Alter von nur 21 Jahren. Nach dem Assessorexamen, das er 1886 in Berlin ablegte, war Schaefer als Gerichtsassessor in Hameln angestellt. 1889 wurde er zunächst Amtsrichter in Mewe (Westpreußen), 1892 Kellinghusen. Nach vorübergehender Beschäftigung bei der Verwaltung der direkten Steuern wurde er Landrichter in Hamburg. Während dieser Tätigkeit wurde er, neben einigen anderen Juristen, zu der Aufgabe berufen, die hamburgischen Ausführungsbestimmungen des neu verabschiedeten Bürgerlichen Gesetzbuches und neuen Handelsgesetzbuches zu erlassen. In Anerkennung seiner diesbezüglichen Leistung wurde Schaefer ab 1. Januar 1900 für kurze Zeit Landgerichtsdirektor.
Im Oktober 1900 wurde Schaefer Senatssyndikus, als Nachfolger des zum Senator gewählten Werner von Melle. Schäfer arbeitete 1905 als Syndikus die Vorlage für die Gesetzesänderung aus, die in Hamburg als sogenannter Wahlrechtsraub bekannt geworden ist. Das Gesetz, im Dezember 1905 eingeführt, sollte sicherstellen, das die Sozialdemokraten in der Hamburger Bürgerschaft keinen Einfluss erlangen würden.
Am 11. Oktober 1907 wurde Schaefer selbst, als Nachfolger des Senators Friedrich Alfred Lappenberg, Mitglied des Hamburger Senats. Bei seiner Erstwahl erhielt er 111 von 112 der abgegebenen Stimmen; wiedergewählt am 28. März 1919. Zeitweise stand Schaefer zwei bedeutenden Behörden vor: Justiz und Steuern.
Im Oktober 1919 übernahm Schaefer die Geschäfte des neu gegründeten Finanzamts Unterelbe und wurde am 8. November desselben Jahres zu dessen ersten Präsidenten gewählt. Schaefer hatte dieses Amt bis zu seinem Eintritt in den Ruhestand 1925 inne. Nach seinem Ausscheiden als Präsident war Schaefer fortan als Rechtsanwalt tätig und wurde 1929 zum Honorarprofessor der Rechts- und Staatswissenschaftlichen Fakultät der Universität Hamburg berufen.

## Öffentliche Ämter
- Landgerichtsdirektor in Hamburg (1900)
- Senatssyndikus in Hamburg (Oktober 1900 bis Oktober 1907)

- Senator der Freien und Hansestadt Hamburg (Oktober 1907 bis September 1919) Siehe auch: Hamburger Senat 1861–1919. Als Senator stand Schaefer den Behörden Justiz und Steuern vor und leitete folgende Ressorts (Auswahl):
  - Justizkommission (1905–1919),
  - Steuerdeputation (1901–1919),
  - Gefängnisdeputation (1909–1913),
  - Zentralwahlkommission (1902–1919),
  - Kommissariat für das Seeamt (1909–1913)
  - Sektion für Gewerberekurssachen und für Beschwerden in Baupolizeisachen und in Vereinsangelegenheiten (1914–1919)
  - Kommissariat für das Seeamt (1909–1913)
  - Deputation für das Beleuchtungswesen (1908)

- Erster Präsident des Landesfinanzamts Unterelbe in Hamburg (November 1919 bis Juni 1925)
- Honorarprofessor der Rechts- und Staatswissenschaftlichen Fakultät der Universität Hamburg (ab 1929)

## Ehrung
Anlässlich Schaefers Eintritt in den Ruhestand 1925, wurde zu seinen Ehren ein gerade neu erbautes Zollboot der Oberfinanzdirektion unter seinem Namen in Dienst gestellt: „Präsident Schaefer“.
Das Zollboot versah bis 1985 seinen Dienst im Hamburger Freihafen und ist im Jahre 2006 noch als fahrbereites Museumsschiff im Museumshafen Oevelgönnein Hamburg zu besichtigen.
Dieses kleine Hafenfahrzeug hat, von unterschiedlichen Schreibweisen einmal abgesehen, durchgängig den Namen seines Namensgebers behalten (zwischenzeitlich ca. 1945–1985 „SCHAEFER“ und „SCHÄFER“, 1985–2006 „PRÄS. SCHÄFER“, seit 2006 wieder „PRÄSIDENT SCHAEFER“).

## Stimmen
Leo Lippmann schreibt in seinen Erinnerungen zu Schaefer: Einer der bedeutendsten Männer des Vorkriegssenats war der im Jahre 1900 zum Senatssyndikus und im Jahre 1907 zum Senator gewählte Dr. Ludwig Schaefer. Bewundernswert war sein juristisches Wissen und seine Auffassungsgabe. Als Verfasser vieler hamburgischer Gesetze, als langjähriger Präses der Senatskommission für die Jusitzverwaltung und als Bundesratsbevollmächtigter hat er sich große Verdienste um Hamburg erworben. In der ersten Zeit nach dem Weltkrieg hat er an der Erzberger'schen Finanzreform hervorragend mitgewirkt. In Anerkennung seiner Mitarbeit ernannte Ihn die Reichsregierung zum ersten Präsidenten des neugeschaffenen Landesfinanzamtes Unterelbe.